# دوارتي كويلو
دوارتي كويلو (بالبرتغالية: Duarte Coelho Pereira‏) هو مستكشف برتغالي، ولد في 1485 في بورتو في البرتغال، وتوفي في 7 أغسطس 1554 في أوليندا في البرازيل.

## وصلات خارجية
- دوارتي كويلو على موقع الموسوعة البريطانية (الإنجليزية)